# تصحیح شاهنامه
برخی از مشهورترین تصحیحات شاهنامهٔ  فردوسی از قرار زیر است:
1. شاهنامه به تصحیح حمدالله مستوفی، حدود ۱۳۲۰ میلادی
2. شاهنامه به تصحیح متیو لومسدن Mathew Lumsden (جلد اول،سال ۱۸۱۱ میلادی، هند)
3. شاهنامه به تصحیح ترنر ماکان Turner Macan (دورۀ کامل ۴ جلد، ۱۸۲۹ میلادی، هند)
4. شاهنامه به تصحیح ژول مل Jules Mohl (دورۀ کامل ۷ جلد، ۱۸۳۸–۱۸۷۸ میلادی، پاریس)
5. شاهنامه به تصحیح یوهان فولرس Joannes A.Vullers (براساس مقایسۀ دو طبع ترنر مکن و مل، ۳ جلد اول، ۱۸۷۷-۱۸۸۴ میلادی، آلمان)[۱]
6. شاهنامه چاپ بروخیم، به‌کوشش مجتبی مینوی، عباس اقبال آشتیانی، سلیمان حییم و سعید نفیسی (۱۳۱۵ خورشیدی، تهران)
7. شاهنامه چاپ مسکو، به‌کوشش انستیتوی خاورشناسی آکادمی علوم شوروی (۱۹۶۰–۱۹۷۱، مسکو)
8. شاهنامه به تصحیح محمد دبیرسیاقی (۱۳۳۵، تهران)
9. شاهنامه به تصحیح محمدجعفر محجوب (۱۳۵۰، تهران)
10. شاهنامه به تصحیح مصطفی جیحونی (۱۳۷۹، تهران)
11. شاهنامه به تصحیح جلال خالقی مطلق (۱۳۶۶–۱۳۸۶، نیویورک)[۲]
12. شاهنامه به تصحیح مهدی قریب (۱۳۸۶، تهران)[۳]
13. شاهنامه به تصحیح فریدون جنیدی (۱۳۸۷، تهران)[۴]
14. شاهنامه به تصحیح مهری بهفر (دفتر یکم تا ششم - سال ۱۳۹۱ تا ۱۴۰۰، تهران) این تصحیح، بر پایه‌ مهم‌ترین نسخه‌های موجود، دستنویس موزه‌ بریتانیا، فلورانس، نسخه سن‌ژوزف که به‌تازگی در بیروت پیدا شده و تصحیح حمدالله مستوفی است. این‌منابع برای اولین‌بار در این‌تصحیح انتقادی مورد استفاده قرار گرفته‌اند.[۵]